# Garam masala

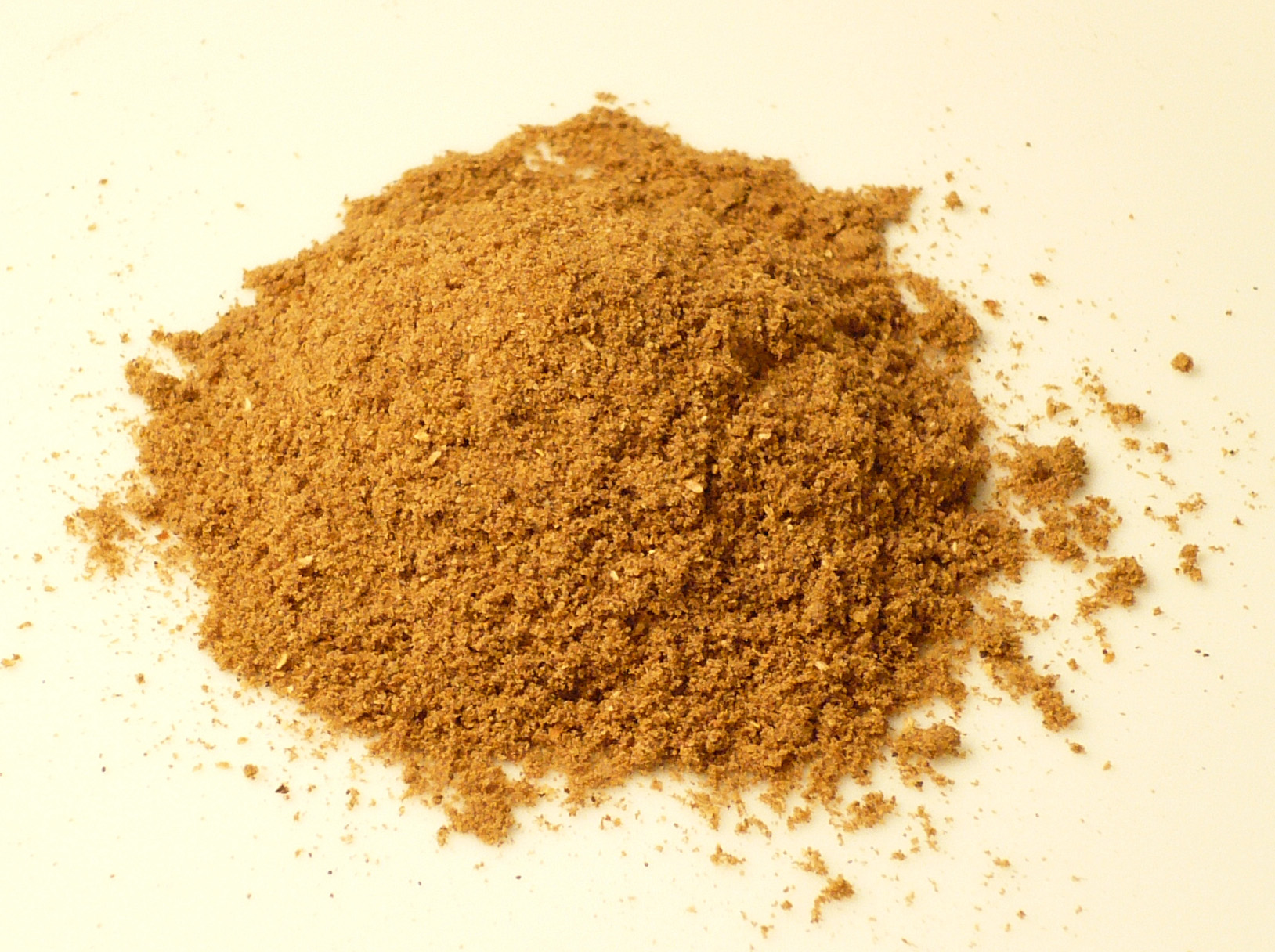
Poudre de garam masala.

Le garam masala est un mélange d'épices torréfiées et réduites en poudre, originaire de l'Inde. En hindi, garam signifie « chaud » et masala « mélange d'épices ». La cuisine indienne ayant eu une influence importante sur la gastronomie mauricienne et la gastronomie réunionnaise, on retrouve ce mélange à l'île Maurice sous le nom de « massala » et à La Réunion, sous le nom de « massalé ».

## Composition du massalé

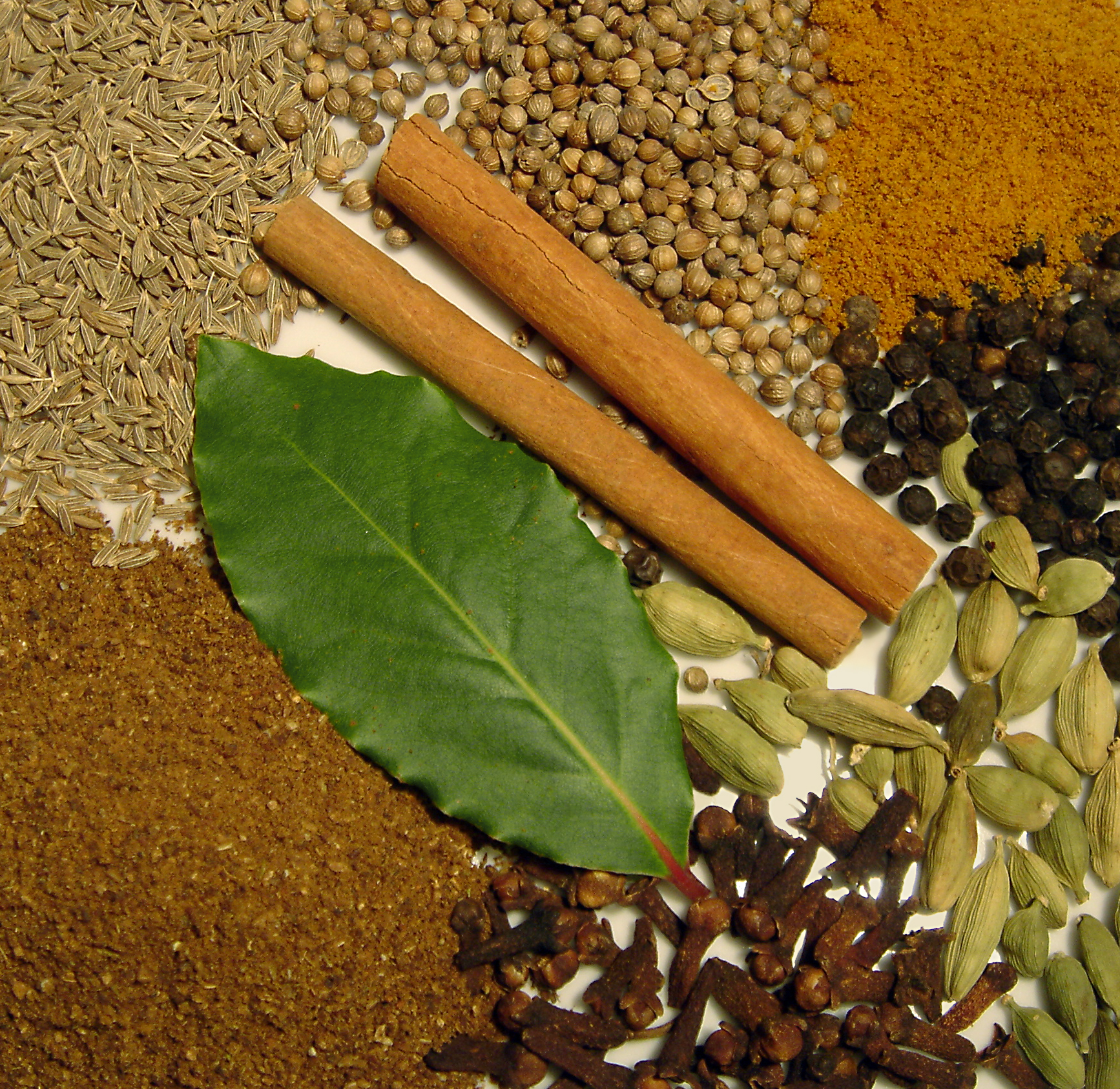
Ingrédients du garam masala.

Il n'existe pas, comme souvent en gastronomie, de liste figée d'ingrédients et les proportions peuvent varier selon qui prépare le mélange. À titre indicatif, le massalé réunionnais peut se composer de coriandre, de cumin et de feuilles de caloupilé. À La Réunion, on trouve toutes sortes de plats au massalé, le plus connu étant le massalé de cabri (terme utilisé pour la viande de chèvre).
De manière générale, la composition du massalé réunionnais diffère un peu des mélanges d'épices traditionnellement vendus sous l’appellation garam masala dans les boutiques indiennes en Europe.

## Préparation
Le garam masala se prépare avec des feuilles de caloupilé, de la coriandre et de la noix de muscade grillées mélangées avec de la cannelle, du cumin, du fenugrec, des graines de moutarde, des clous de girofle et du curcuma.
la différence avec le curry se résume au mélange différent d'épices, le masala apportant aux plats une note aromatique et le curry un goût plutôt terreux.  Par ailleurs, certaines compositions de masala ne contiennent pas de curcuma qui apporte aux plats de curry leur teinte jaune.
Autrefois, ce mélange était écrasé sur une meule, une grande plaque en pierre légèrement concave, à l'aide d'un cylindre de même matière (may), légèrement mouillé, souvent au jus de tamarin. Le mélange se transformait alors en pâte.

## Plusieursgaram masala
Une alternative à cette préparation est de broyer du poivre noir, du cumin, de la cannelle, des clous de girofle avec de la noix de muscade et de la coriandre. C'est un garam masala d'Inde du Nord. En Inde du Sud, le garam masala peut être fait sans poivre, qui est remplacé par des graines de pavot blanc (source : Épices et délices)[réf. nécessaire].